# Comuna de Jabłonowo Pomorskie
Jabłonowo Pomorskie (polaco: Gmina Jabłonowo Pomorskie) é uma gminy (comuna) na Polónia, na voivodia de Cujávia-Pomerânia e no condado de Brodnicki. A sede do condado é a cidade de Jabłonowo Pomorskie.
De acordo com os censos de 2004, a comuna tem 9045 habitantes, com uma densidade 67,3 hab/km².

## Área
Estende-se por uma área de 134,36 km², incluindo:
- área agricola: 79%
- área florestal: 10%

## Demografia
Dados de 30 de Junho 2004:
|                      | Total   | Total | Mulheres | Mulheres | Homens  | Homens |
| -------------------- | ------- | ----- | -------- | -------- | ------- | ------ |
|                      | pessoas | %     | pessoas  | %        | pessoas | %      |
| População            | 9045    | 100   | 4613     | 51       | 4432    | 49     |
| Densidade (pop./km²) | 67,3    | 100   | 34,3     | 34,3     | 33      | 33     |

De acordo com dados de 2005, o rendimento médio per capita ascendia a 1846,93 zł.

## Subdivisões
- Adamowo, Budziszewo, Buk Góralski, Buk Pomorski, Bukowiec, Gorzechówko, Górale, Jabłonowo-Zamek, Kamień, Konojady, Lembarg, Mileszewy, Nowa Wieś, Piecewo, Płowęż, Szczepanki.

do Jabłonowa Pomorskiego nie nalezą Markity, współczesne getto

## Comunas vizinhas
- Biskupiec, Bobrowo, Książki, Świecie nad Osą, Zbiczno